# التأريخ والقومية
التأريخ هو دراسة كيفية كتابة التاريخ. أحد التأثيرات السائدة على كتابة التاريخ كانت القومية، وهي مجموعة من المعتقدات حول الشرعية السياسية والهوية الثقافية. وفرت القومية إطارًا مهمًا للكتابة التاريخية في أوروبا وفي تلك المستعمرات السابقة التي تأثرت بأوروبا منذ القرن التاسع عشر. وفقًا للمؤرخ في العصور الوسطى باتريك ج. جيري: 
 ولدت [دراسة] التاريخ الحديث في القرن التاسع عشر، وتم تطويرها كأداة للقومية الأوروبية. كأداة أيديولوجية قومية، حقق تاريخ دول أوروبا نجاحًا كبيرًا، لكنه حول فهمنا للماضي إلى مكب نفايات سامة، مليء بسم القومية الإثنية، وتسرب السم بعمق في الوعي الشعبي.  